# European Aviation Air Charter
European Aviation Air Charter fue una aerolínea con sede en Bournemouth, Reino Unido. Operó servicios chárter ad hoc, vuelos VIP, vuelos subchárter y tours incluidos, así como contratos de arrendamiento con tripulación de ACMI para otras aerolíneas. Su base principal era el Aeropuerto Internacional de Bournemouth. La empresa entró en administración el 2 de diciembre de 2008.
European Aviation Air Charter Limited poseía una licencia de explotación de tipo A de la Autoridad Civil de Aviación del Reino Unido. Se permitió transportar pasajeros, carga y correo en aviones con 20 o más asientos.
En 2001 fue nombre de los motores fabricados por Ford del equipo Minardi en Fórmula 1.

## Flota histórica
| Aeronaves       | Total | Introducido | Retirado | Matrículas |
| --------------- | ----- | ----------- | -------- | --- |
| Airbus A300     | 2     | 1998        | 2003     | G-CEAB y G-CEAA |
| Airbus A340-500 | 1     | 2018        | 2022     | 2-EALG (rrg. G-ECLF) |
| Airbus A340-600 | 3     | 2020        | 2023     | G-ECLH, G-VFIT y G-ECLC |
| BAC 1-11        | 25    | 1993        | 2003     | G-AVMH, G-AVMI, G-AVMJ, G-AVMK, G-AVML, G-AVMM, G-AVMN, G-AVMP, G-AVMR, G-AVMS, G-AVMT, G-AVMV, G-AVMW, G-AVMX, G-AVMY, G-AVMZ, G-AWYV, G-AXLL, VR-BEA, VR-BEC (rrg. G-HKIT), RP-C1194, VR-BED (rrg. G-IIIH), VR-BEB, G-AYOP y G-AZMF |
| Boeing 727-100  | 1     | 1995        | 1997     | OK-TGX |
| Boeing 737-200  | 17    | 1997        | 2008     | VP-BEE, VP-BEB, XA-PBA, G-GPFI, G-BYRI (rrg. G-CEAF), G-CEAC, G-CEAE, G-BZKP, G-BYYK, G-CEAH, G-CEAG, G-CEAD, G-BYZN, G-CEAI, G-CEAJ, G-BYYF y G-FIGP                                                                                 |
| Boeing 737-500  | 1     | 2012        | 2014     | G-CHAK |
| Boeing 747-200  | 8     | 2002        | 2006     | G-BDXC, G-BDXE, G-BDXF, G-BDXG, G-BDXH, G-BDXJ, G-CCMA y G-VRUM |

## Resultados

### Fórmula 1
(Clave) (negrita indica pole position) (cursiva indica vuelta rápida)

| Año     | Escudería           | Chasis       | Motor              | Neu. | N.º | Pilotos         | 1   | 2   | 3   | 4   | 5   | 6   | 7   | 8   | 9   | 10  | 11  | 12  | 13  | 14  | 15  | 16  | 17  | Puntos | Pos. |
| ------- | ------------------- | ------------ | ------------------ | ---- | --- | --------------- | --- | --- | --- | --- | --- | --- | --- | --- | --- | --- | --- | --- | --- | --- | --- | --- | --- | ------ | ---- |
| 2001    | European Minardi F1 | Minardi PS01 | (Ford) Zetec-R V10 | M    |     |                 | AUS | MYS | BRA | SMR | ESP | AUT | MON | CAN | EUR | FRA | GBR | GER | HUN | BEL | ITA | USA | JPN | 0      | 11.º |
| 2001    | European Minardi F1 | Minardi PS01 | (Ford) Zetec-R V10 | M    | 20  | Tarso Marques   | Ret | 14  | 9   | Ret | 16  | Ret | Ret | 9   | Ret | 15  | DNQ | Ret | Ret | 13  |     |     |     | 0      | 11.º |
| 2001    | European Minardi F1 | Minardi PS01 | (Ford) Zetec-R V10 | M    | 20  | Alex Yoong      |     |     |     |     |     |     |     |     |     |     |     |     |     |     | Ret | Ret | 16  | 0      | 11.º |
| 2001    | European Minardi F1 | Minardi PS01 | (Ford) Zetec-R V10 | M    | 21  | Fernando Alonso | 12  | 13  | Ret | Ret | 13  | Ret | Ret | Ret | 14  | 17  | 16  | 10  | Ret | Ret | 13  | Ret | 11  | 0      | 11.º |
| Fuente: |                     |              |                    |      |     |                 |     |     |     |     |     |     |     |     |     |     |     |     |     |     |     |     |     |        |      |